# Liste der Fernstraßen in Nigeria
Diese Liste zeigt die Straßen in Nigeria auf. Es gibt drei Typen von Straßen, zum ersten die Schnellstraßen beginnend mit E, zum zweiten die Nationalstraßen beginnend mit einem A und zum dritten die Nebenstraßen beginnend mit F.

## Schnellstraßen
| Kurz | Name | Verlauf        | Länge  |
| ---- | ---- | -------------- | ------ |
|      | E1   | Lagos – Ibadan | 150 km |

## Nationalstraßen
| Name | Verlauf                                                                       | Länge   |
| ---- | ----------------------------------------------------------------------------- | ------- |
| A1   | Lagos – Ibadan – Ilorin – Kontagora – Sokoto – Grenze zum Niger               | 1080 km |
| A2   | Port Harcourt – Warri – Benin City – Kaduna – Zaria – Kano – Grenze zum Niger | 1300 km |
| A3   | Port Harcourt – Aba – Enugu – Jos – Maiduguri – Grenze zum Kamerun            | 1345 km |
| A4   | Calabar – Ikom – Katsina Ala – Numan – Maiduguri                              | 1225 km |
| A5   | Lagos – Abeokuta – Ibadan                                                     | 180 km  |
| A6   | Onitsha – Mgbede-Ala                                                          | 135 km  |
| A7   | Ilorin – Kosubosu – Grenze zur Benin                                          | 270 km  |
| A8   | Numan – Jimeta                                                                | 60 km   |
| A9   | Kano – Katsina – Grenze zur Niger                                             | 215 km  |
| A11  | Katabu – Pambeguwa                                                            | 100 km  |
| A13  | Jimeta – Bama                                                                 | 345 km  |
| A121 | Shagamu – Benin City                                                          | 250 km  |
| A122 | Ibadan – Benin City                                                           | 355 km  |
| A123 | Ilorin – Kabba                                                                | 240 km  |
| A124 | Takuma – Madalla                                                              | 275 km  |
| A125 | Kontagora – Kaduna                                                            | 300 km  |
| A126 | Sokoto – Zaria                                                                | 400 km  |
| A231 | Port Harcourt – Elele                                                         | 55 km   |
| A232 | Benin City – Okwe                                                             | 230 km  |
| A233 | Zongon Daji – Otukpa                                                          | 185 km  |
| A234 | Madalla – Akwanga                                                             | 165 km  |
| A235 | Kaduna – Gwan                                                                 | 255 km  |
| A236 | Zaria – Jos                                                                   | 235 km  |
| A237 | Kano – Kari                                                                   | 280 km  |
| A342 | Abá – Oron                                                                    | 125 km  |
| A343 | Énúgwu – Emandak                                                              | 160 km  |
| A344 | Aliade – Katsina                                                              | 110 km  |
| A345 | Bauchi – Numan                                                                | 330 km  |
| A4-1 | New Netim – Utu Ikot Ekpenyong                                                | 80 km   |
| A4-7 | Nugurosoye – Limani – Grenze nach Kamerun                                     | 45 km   |
| A5-1 | Otta – Idi Iroko – Grenze nach Benin                                          | 65 km   |

## Nebenstraßen
Die Nebenstraßen beginnen mit F.